# Liste der Gemeinden im Landkreis Lindau (Bodensee)

Überblick über den Landkreis Lindau (Bodensee)

Die Liste der Gemeinden im Landkreis Lindau (Bodensee) gibt einen Überblick über die 19 kleinsten Verwaltungseinheiten des Landkreises. Von den Gemeinden sind zwei, die Große Kreisstadt Lindau (Bodensee) und Lindenberg im Allgäu Städte – Lindau ist eine Mittelstadt, Lindenberg im Allgäu eine Kleinstadt. Drei Gemeinden sind Märkte. In seiner jetzigen Form bildete sich der Landkreis im Zuge der bayerischen Gebietsreform im Jahr 1972 aus dem Landkreis Lindau (Bodensee), der kreisfreien Stadt Lindau und der Gemeinde Stiefenhofen, die vor der Gebietsreform zum Landkreis Sonthofen gehörte. Die heutige Gemeindegliederung war im Jahr 1979 abgeschlossen. Bei den Teilorten der Gemeinden ist das Jahr vermerkt, in dem diese der Gemeinde beitraten.

## Beschreibung
Weiter gegliedert werden kann der Landkreis in drei Verwaltungsgemeinschaften (VG):
- VG Argental mit den Gemeinden Gestratz, Grünenbach, Maierhöfen und Röthenbach (Allgäu);
- VG Sigmarszell mit den Gemeinden Hergensweiler, Sigmarszell und Weißensberg;
- VG Stiefenhofen mit den Gemeinden Oberreute und Stiefenhofen;

Die Städte Lindau und Lindenberg im Allgäu, der Markt Heimenkirch, Scheidegg und Weiler-Simmerberg und die Gemeinden Bodolz, Hergatz, Nonnenhorn, Opfenbach und Wasserburg (Bodensee) sind nicht Mitglied einer Verwaltungsgemeinschaft.
Der Landkreis hat eine Gesamtfläche von 323,37 km2. Die größte Fläche innerhalb des Landkreises hat die Stadt Lindau mit 33,18 km2. Es folgen die Märkte Weiler-Simmerberg mit 31,3 km2 und die Gemeinde Stiefenhofen mit 28,96 km2. Drei weitere Gemeinden haben eine Fläche die größer ist als 20 km2, neun sind größer als 10 km2 und vier Gemeinden sind unter 10 km2 groß. Die kleinsten Flächen haben die Gemeinden Wasserburg (Bodensee) mit 6,34 km2, Bodolz mit 3,03 km2 und Nonnenhorn mit 1,96 km2.
Den größten Anteil an der Bevölkerung des Landkreises von 83.671 Einwohnern hat die Kreisstadt Lindau (Bodensee) mit 26.155 Einwohnern, gefolgt von der Stadt Lindenberg im Allgäu mit 11.741 und dem Markt Weiler-Simmerberg mit 6524. Eine Gemeinde hat eine Bevölkerung von über 4.000 Einwohnern, drei über 3.000 und vier haben über 2.000 Bewohner. Die restlichen acht Gemeinden haben über 1.000 Bewohner. Die drei kleinsten Gemeinden sind Maierhöfen mit 1524, Grünenbach mit 1578 und Gestratz mit 1290 Einwohnern.
Der gesamte Landkreis Lindau (Bodensee) hat eine Bevölkerungsdichte von 259 Einwohnern pro km2. Die größte Bevölkerungsdichte innerhalb des Kreises hat die flächenmäßig zweitkleinste Gemeinde – Bodolz – mit 997 Einwohnern pro km2 gefolgt von der Stadt Lindenberg im Allgäu mit 991, der Gemeinde Nonnenhorn mit 933 und der Stadt Lindau (Bodensee) mit 788. Je eine weitere Gemeinde hat eine Bevölkerungsdichte von über 500 beziehungsweise 300 Einwohnern pro km2. Die restlichen Gemeinden liegen unter dem Landkreisdurchschnitt von 259 Einwohnern pro km2. Eine Gemeinde hat über 200 Einwohner pro km2, acht Gemeinden haben über 100 Einwohner pro km2. Die restlichen vier Gemeinden haben eine Bevölkerungsdichte von unter 100 Einwohnern pro km2. Die am dünnsten besiedelten Gemeinden sind Gestratz mit 86, Stiefenhofen mit 66 und Grünenbach mit 63 Einwohnern pro km2.

## Legende
- Gemeinde: Name der Gemeinde beziehungsweise Stadt (wenn nichts vermerkt ist, gehörte die Verwaltungseinheit vor der Gebietsreform auch zum Landkreis Lindau (Bodensee))
- Teilorte: Aufgezählt werden die ehemals selbständigen Gemeinden der Verwaltungseinheit. Dazu ist – wenn bekannt – das Jahr der Eingemeindung angegeben. Bei den Teilorten, die vor der Gebietsreform zu einem anderen Landkreis gehörten als der Hauptort der heutigen Gemeinde, ist auch dieses vermerkt[1]
- VG: Zeigt die Zugehörigkeit zu einer der Verwaltungsgemeinschaften
- Wappen: Wappen der Gemeinde beziehungsweise Stadt
- Karte: Zeigt die Lage der Gemeinde beziehungsweise Stadt im Landkreis
- Fläche: Fläche der Stadt beziehungsweise Gemeinde, angegeben in Quadratkilometer
- Einwohner: Zahl der Menschen die in der Gemeinde beziehungsweise Stadt leben (Stand: 31. Dezember 2023[2])
- EW-Dichte: Angegeben ist die Einwohnerdichte, gerechnet auf die Fläche der Verwaltungseinheit, angegeben in Einwohner pro km2 (Stand: 31. Dezember 2023[3])
- Höhe: Höhe der namensgebenden Ortschaft beziehungsweise Stadt in Meter über Normalnull[4]
- Bild: Bild aus der jeweiligen Gemeinde beziehungsweise Stadt

## Gemeinden
| Gemeinde                                                                             | Teilorte | VG              | Wappen                                    | Karte                                                                  | Fläche | Einwohner | EW- Dichte | Höhe | Bild                                                                        |
| ------------------------------------------------------------------------------------ | --- | --------------- | ----------------------------------------- | ---------------------------------------------------------------------- | ------ | --------- | ---------- | ---- | --------------------------------------------------------------------------- |
| Landkreis Lindau (Bodensee)                                                          | |                 | Wappen des Landkreises Lindau (Bodensee)  | Lage des Landkreises Lindau (Bodensee) in Bayern                       | 323,37 | 83,671    | 259        |      | Hafeneinfahrt von Lindau vom Land her – mit dem einzigen Leuchtturm Bayerns |
| Bodolz                                                                               | Bodolz |                 | Wappen der Gemeinde Bodolz                | Lage der Gemeinde Bodolz im Landkreis Lindau (Bodensee)                | 3,03   | 3.020     | 997        | 420  |                                                                             |
| Gestratz                                                                             | Gestratz | VG Argental     | Wappen der Gemeinde Gestratz              | Lage der Gemeinde Gestratz im Landkreis Lindau (Bodensee)              | 15,07  | 1.290     | 86         | 630  | Gestratz von Norden                                                         |
| Grünenbach                                                                           | Grünenbach Ebratshofen | VG Argental     | Wappen der Gemeinde Grünenbach            | Lage der Gemeinde Grünenbach im Landkreis Lindau (Bodensee)            | 25,12  | 1.578     | 63         | 718  | Obere Argen im Naturschutzgebiet Eistobel                                   |
| Markt Heimenkirch                                                                    | Heimenkirch |                 | Wappen der Gemeinde Heimenkirch           | Lage der Gemeinde Heimenkirch im Landkreis Lindau (Bodensee)           | 21,23  | 3.497     | 165        | 665  | Heimenkirch                                                                 |
| Hergatz                                                                              | die Gemeinde Hergatz wurde aus den beiden ehemaligen Gemeinden Maria-Thann und Wohmbrechts Ende der 1970er Jahre gebildet |                 | Wappen der Gemeinde Hergatz               | Lage der Gemeinde Hergatz im Landkreis Lindau (Bodensee)               | 18,81  | 2.475     | 132        | 549  | Hergatz, Ortsteil Wohmbrechts                                               |
| Hergensweiler                                                                        | Hergensweiler | VG Sigmarszell  | Wappen der Gemeinde Hergensweiler         | Lage der Gemeinde Hergensweiler im Landkreis Lindau (Bodensee)         | 12,06  | 1.912     | 159        | 528  | Hergensweiler                                                               |
| Große Kreisstadt Lindau (Bodensee) (war vor der Gebietsreform eine kreisfreie Stadt) | Lindau (Bodensee) alle eingemeindeten Orte gehörten vor der Gebietsreform zum Landkreis Lindau (Bodensee): Oberreitnau Unterreitnau die beiden Orte schlossen sich im Jahr 1971 zur Gemeinde Reitnau zusammen und wurden im Jahr 1976 Teil der Stadt Lindau (Bodensee) |                 | Wappen der Stadt Lindau (Bodensee)        | Lage der Stadt Lindau (Bodensee) im Landkreis Lindau (Bodensee)        | 33,18  | 26,155    | 788        | 400  | Luftbild der Lindauer Altstadt auf der Insel                                |
| Stadt Lindenberg im Allgäu                                                           | Lindenberg im Allgäu |                 | Wappen der Stadt Lindenberg im Allgäu     | Lage der Stadt Lindenberg im Allgäu im Landkreis Lindau (Bodensee)     | 11,85  | 11,741    | 991        | 762  | Blick auf die Stadt Lindenberg im Allgäu                                    |
| Maierhöfen                                                                           | Maierhöfen | VG Argental     | Wappen der Gemeinde Maierhöfen            | Lage der Gemeinde Maierhöfen im Landkreis Lindau (Bodensee)            | 17,5   | 1.524     | 87         | 741  | Blick auf Maierhöfen                                                        |
| Nonnenhorn                                                                           | Nonnenhorn |                 | Wappen der Gemeinde Nonnenhorn            | Lage der Gemeinde Nonnenhorn im Landkreis Lindau (Bodensee)            | 1,96   | 1.829     | 933        | 405  | Postkarte von Nonnenhorn – um das Jahr 1900                                 |
| Oberreute                                                                            | Oberreute | VG Stiefenhofen | Wappen der Gemeinde Oberreute             | Lage der Gemeinde Oberreute im Landkreis Lindau (Bodensee)             | 13,49  | 1.702     | 126        | 857  | Oberreute – Pfarrkirche St. Martin                                          |
| Opfenbach                                                                            | Opfenbach |                 | Wappen der Gemeinde Opfenbach             | Lage der Gemeinde Opfenbach im Landkreis Lindau (Bodensee)             | 16,79  | 2.433     | 145        | 596  | Opfenbach                                                                   |
| Röthenbach (Allgäu)                                                                  | Röthenbach (Allgäu) | VG Argental     | Wappen der Gemeinde Röthenbach (Allgäu)   | Lage der Gemeinde Röthenbach (Allgäu) im Landkreis Lindau (Bodensee)   | 14,96  | 2.021     | 135        | 664  | Blick auf Röthenbach (Allgäu)                                               |
| Markt Scheidegg                                                                      | Scheidegg Scheffau (1972) |                 | Wappen der Gemeinde Scheidegg             | Lage der Gemeinde Scheidegg im Landkreis Lindau (Bodensee)             | 27,4   | 4.424     | 161        | 803  | Scheidegger Wasserfälle                                                     |
| Sigmarszell                                                                          | Sigmarszell Bösenreutin (1972) Niederstaufen (1972) | VG Sigmarszell  | Wappen der Gemeinde Sigmarszell           | Lage der Gemeinde Sigmarszell im Landkreis Lindau (Bodensee)           | 16,01  | 2.968     | 185        | 485  | Niederstaufen, Sigmarszell                                                  |
| Stiefenhofen (gehörte vor der Gebietsreform zum Landkreis Sonthofen)                 | Stiefenhofen Harbatshofen (1972; gehörte vor der Gebietsreform zum Landkreis Lindau (Bodensee)) | VG Stiefenhofen | Wappen der Gemeinde Stiefenhofen          | Lage der Gemeinde Stiefenhofen im Landkreis Lindau (Bodensee)          | 28,96  | 1.912     | 66         | 806  | Stiefenhofen                                                                |
| Wasserburg (Bodensee)                                                                | Wasserburg (Bodensee) Hege |                 | Wappen der Gemeinde Wasserburg (Bodensee) | Lage der Gemeinde Wasserburg (Bodensee) im Landkreis Lindau (Bodensee) | 6,34   | 3.905     | 616        | 400  | Blick auf Wasserburg (Bodensee) vom See aus                                 |
| Markt Weiler-Simmerberg                                                              | Weiler im Allgäu Simmerberg Ellhofen |                 | Wappen der Gemeinde Weiler-Simmerberg     | Lage der Gemeinde Weiler-Simmerberg im Landkreis Lindau (Bodensee)     | 31,3   | 6.524     | 208        | 632  | Weiler im Allgäu – Sennhof – Lehr- und Versuchsanstalt für Emmentalkäserei  |
| Weißensberg                                                                          | Weißensberg | VG Sigmarszell  | Wappen der Gemeinde Weißensberg           | Lage der Gemeinde Weißensberg im Landkreis Lindau (Bodensee)           | 7,84   | 2.761     | 352        | 500  | Kapelle                                                                     |